# Bombus securus
Bombus securus är en biart som först beskrevs av Theodore Henry Frison 1935. Den ingår i släktet humlor och familjen långtungebin. Inga underarter finns listade.

## Beskrivning
En medelstor humla med en kroppslängd hos drottningarna på 17 till 18 mm, arbetarna 11 till 15 mm och hanarna omkring 14 mm. Huvudet och mellankroppen har övervägande gul päls, på mellankroppen med ett svart band mellan vingfästena. Mellankroppens sidor är blekgula till vita. Tergit 1 är varmgul, tergit 2 är även den gul hos drottningarna, medan den hos arbetarna är gul endast på bakkanten och eventuellt i mitten, i övrigt svart. Tergit 3 är svart framtill och gul baktill hos drottningarna och vissa arbetare, medan den hos andra arbetare är helgul. Tergit 4 till 5 är mattgul, och bakkroppsspetsen vit. Hanarna påminner om honorna. Arten har mellanbruna vingar.

## Ekologi
Bombus securus lever i bergen, där den främst besöker djupkalkade blommor i skogsgläntor vid vattendrag.

## Utbredning
Arten förekommer i Centralasien, i Tibet och de kinesiska provinserna Yunnan, Sichuan, Gansu och Shaanxi.